# Château d'Apchon (Loire)
Pour le château à Apchon dans le Cantal, voir Château d'Apchon.
Le château d'Apchon est un château datant du XVIe siècle situé à Saint-André-d'Apchon dans le département de la Loire.

## Historique
Le roi Henri II et Catherine de Médicis y ont séjourné en 1548.
Il a été inscrit partiellement aux monuments historiques en 1963.
C'est une propriété privée. 

## Galerie

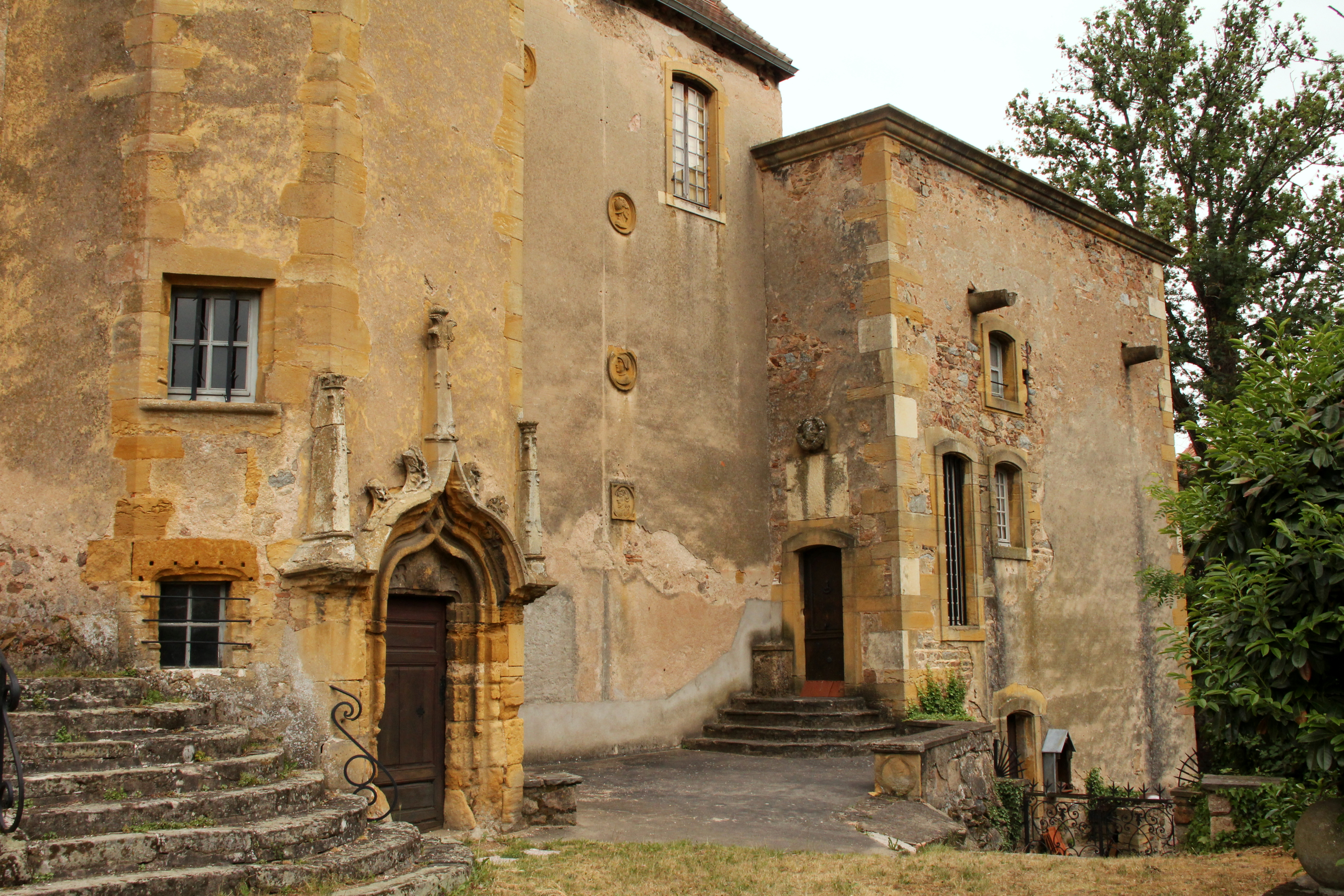
Façade du château.
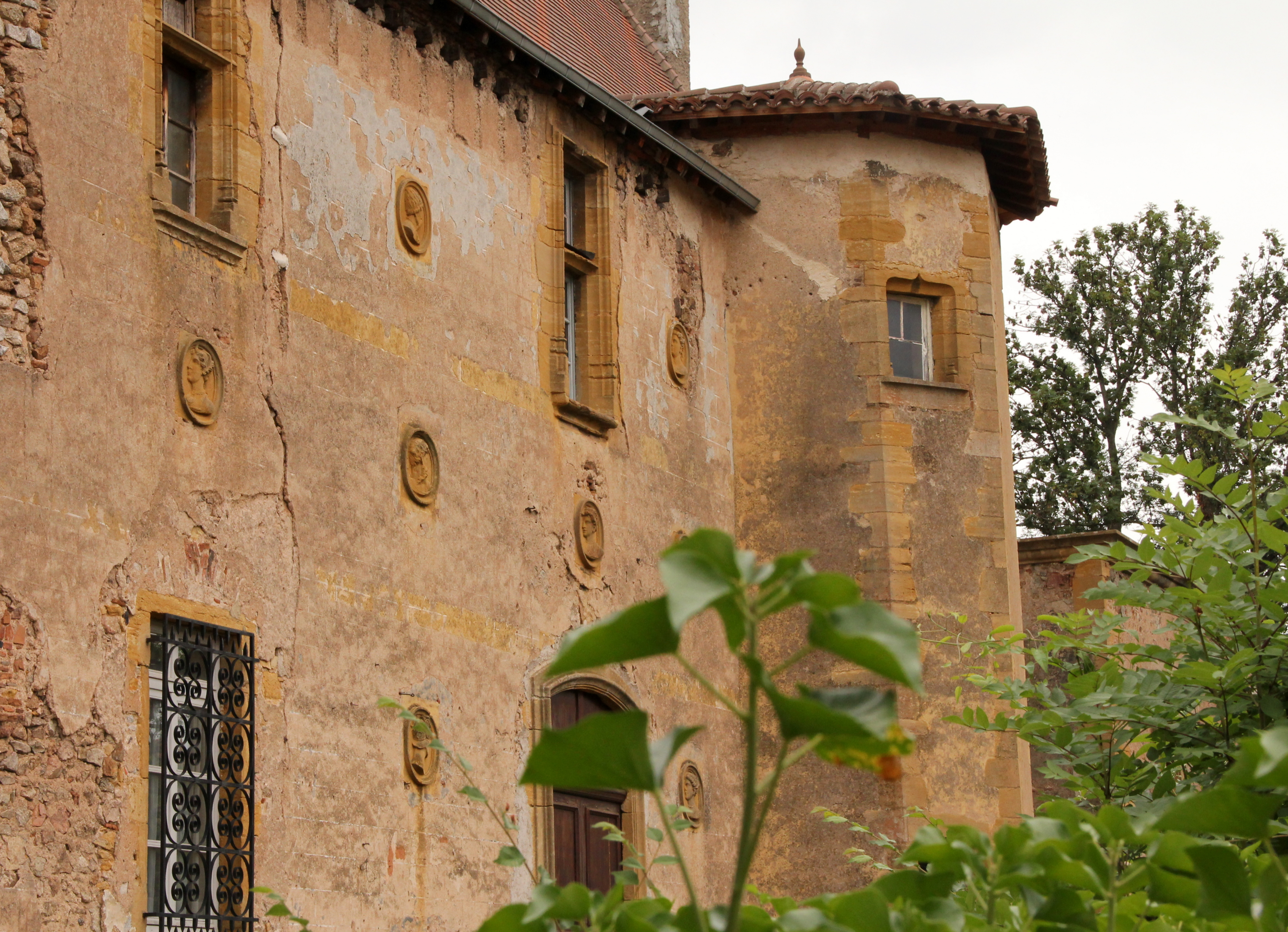
Médaillons.
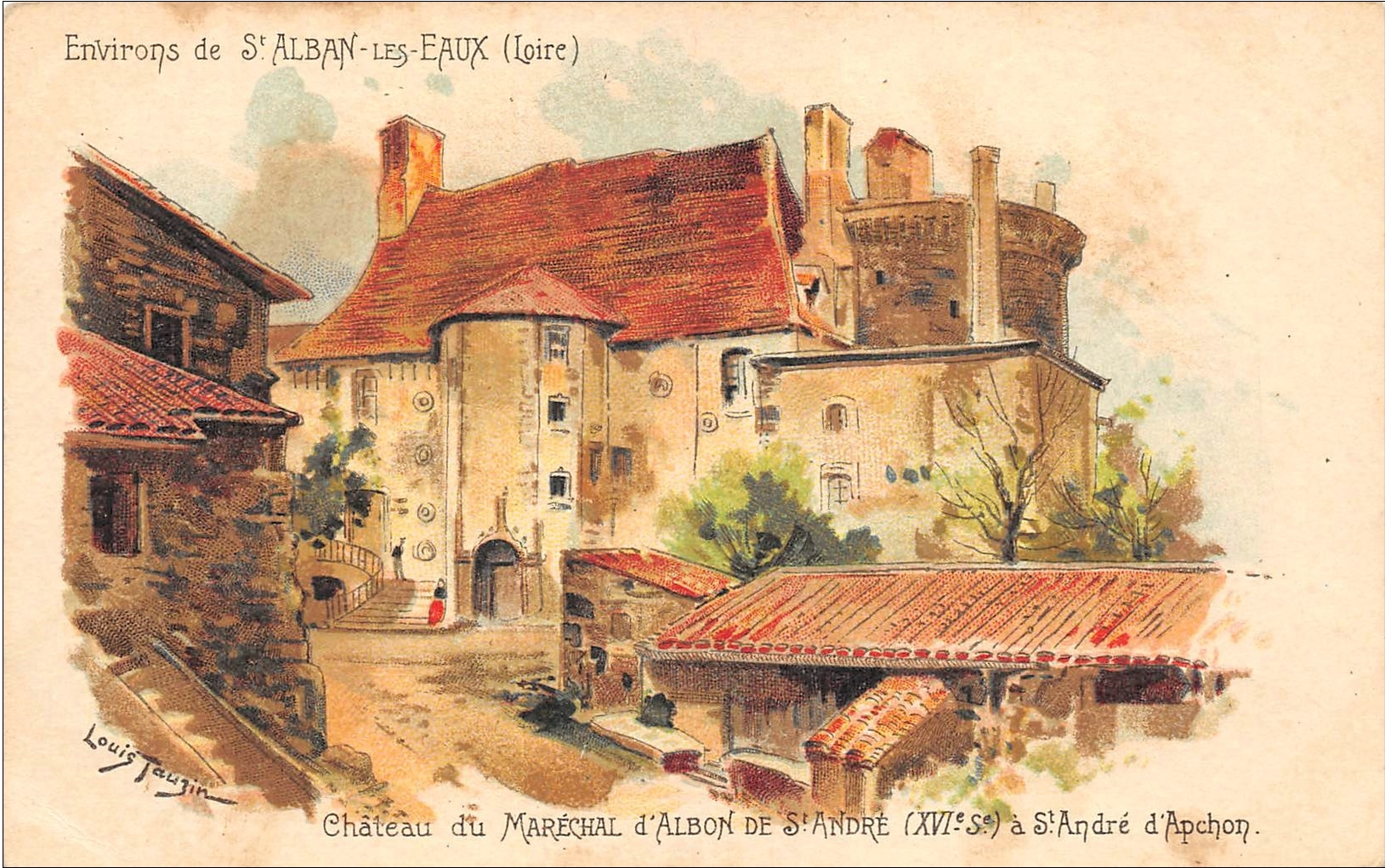
Aquarelle de Louis Tauzin.